# Савченко Олександр Олександрович (військовик)
Олекса́ндр Олекса́ндрович Са́вченко (27 липня 1987, м. Київ – 11 грудня 2022, с. Макіївка, Луганська область) — український військовослужбовець, солдат Збройних сил України, учасник російсько-української війни. Загинув під час відбиття російського вторгнення на Луганщині. Посмертно нагороджений орденом «За мужність» III ступеня.

## Життєпис
Олександр Савченко народився 27 липня 1987 року в місті Києві.
З 1994 по 2004 рік навчався в середній загальноосвітній школі №161.
З вересня 2004 по лютий 2010 року навчався в Національному авіаційному університеті, де здобув повну вищу освіту за спеціальністю "Авіація та космонавтика" та отримав фах інженера з керування й обслуговування авіаційних систем.
З осені 2010 року почав працювати на державному підприємстві "Антонов", а вже з осені 2011-го по 2012 рік - в авіакомпанії "Аеросвіт". З 2013 року і до російського вторгнення в Україну (2022) був провідним інженером авіакомпанії "Міжнародні авіалінії України".
З 2015 року проживав з родиною у місті Вишгород.
02 квітня 2022 року став на захист нашої країни і вступив до лав Збройних сил України. Проходив службу на посаді стрільця-зенітника 2 зенітного ракетного взводу зенітної ракетної батареї 66 окремої механізованої бригади.
Виконував бойові завдання на найгарячіших напрямках ведення бойових дій поблизу Мар'їнки, Слов'янська, Тернів, Невського, Макіївки.
11 грудня 2022 у віці 35 років під час виконання бойового завдання, поблизу населених пунктів Макіївка та Площанка, що на Луганщині, солдат Савченко Олександр Олександрович, внаслідок осколкових поранень, героїчно загинув.

## Родина
- Дружина: Оксана Савченко
- Донька: Іванна Савченко (2014 р.н.)
- Син: Дем’ян Савченко (2018 р.н.)

## Нагороди
- Орден «За мужність» III ступеня (3 листопада 2023, посмертно) – за особисту мужність, виявлену у захисті державного суверенітету та територіальної цілісності України, самовіддане виконання військового обов’язку.

## Зовнішні посилання
- Відеофрагменти
- Відеофрагменти
- Відеофрагменти